# Зграда Галерије спомен збирке „Павле Бељански”
Зграда Галерије спомен збирке „Павле Бељански“ налази се у улици Трг галерија бр. 2 у Новом Саду. Изграђена је 1961. године. Заштићена је као споменик културе од 1992. године. 

## Положај и изглед
Зграда је грађена у периоду од 1958. године до 1961. године. Израђена је са намером да се у њој постави збирка од око 185 уметничких дела које је сакупљао колекционар и дипломата Павле Бељански. 
Констукција је изведена армирано-бетонским скелетом у комбинацији са опеком, по пројекту архитекте Ива Куртовића. Зграда је у основи правоугаоног облика и има један спрат. 
Фасада је урађена у пулском стаклу и мермеру, а њене равне хоризонтале су допуњене четвоространим анексом са малим балконом. Балкон је урађен као креативно обликовани детаљ. Угаони анекс је обложен рустично обрађеним сивим каменим мозаиком. То је супротно у односу на глатку фасаду. 
Улаз је репрезентативан, грађен гвозденим профилима, стаклом и елоксираним лимом. Део фасаде у нивоу приземља и улаз су формирани као четвороделна застакљена хоризонтала. Испред улаза налази се широки плато који је подигнут за неколико степеника. На простору испред зграде, који је хортикултурно уређен, постављена је скулптура српске сликарке Надежде Петровић. Скулптура је рад вајарке Мире Сандић.
Изнад улаза налази се спрат који је решен двостепено. Правоугаона површина са мермерном оплатом је надвишена повученом застакљеном хоризонталом светларника. Таква конструкција је готово још један спрат, која се завршава равним кровом са испустом у виду кровног венца.
Приземље чине улазни хол са степеништем, на левој страни службене просторије са депоом, а десно се налази изложбени простор. Зидови у главним просторијама су оплемењени мермерном оплатом и сивим каменим мозаицима. На спрату је већи део простора резервисан за поставке и изложбу ликовних дела из богате збирке. Један део спрата је издвојен за меморијал Павла Бељанског.